# Phragmipedium
Die Frauenschuhgattung Phragmipedium (fʀagmɪ'peːdɪʊm) der Pflanzenfamilie der Orchideen (Orchidaceae) besteht aus 23 Arten. Sie wachsen in Mittel- und Südamerika. Sie unterscheidet sich von den verwandten Gattungen Paphiopedilum und Cypripedium durch den dreizelligen Fruchtknoten, von der Gattung Selenipedium durch den abweichenden Pflanzenaufbau und von der Gattung Mexipedium durch den deutlich größeren Wuchs.

## Beschreibung
Die Arten der Gattung Phragmipedium umfassen ausdauernde, krautige Pflanzen. Das Wachstum erfolgt sympodial, der einzelne Spross schließt sein Wachstum mit dem Blütenstand ab und treibt aus einer basal liegenden Erneuerungsknospe aus. Der Spross ist zweizeilig mit ledrigen Laubblättern besetzt. Diese sind längs der Mittelrippe gefaltet und umschließen mit dem Blattgrund den Spross. Zwischen Blattgrund und Blattspreite gibt es kein Trenngewebe.
Der traubige oder wenig verzweigte Blütenstand erscheint endständig. Die Blütenstandsachse ist in Abständen mit einigen Hochblättern besetzt. Die Blüten öffnen sich gleichzeitig oder nacheinander. Die beiden seitlichen Sepalen sind miteinander verwachsen, sonst sind die Blütenblätter frei. Die Petalen sind bei einigen Arten stark verlängert, so können sie bei Phragmipedium caudatum 75 cm Länge erreichen. Die Lippe ist sackartig geformt, die Ränder nach innen gebogen. Die Säule trägt zwei fruchtbare, rundliche Staubblätter und ein unfruchtbares, zu einem schildförmigen Staminodium umgeformtes. Die drei Narben sind zu einer Fläche verwachsen.

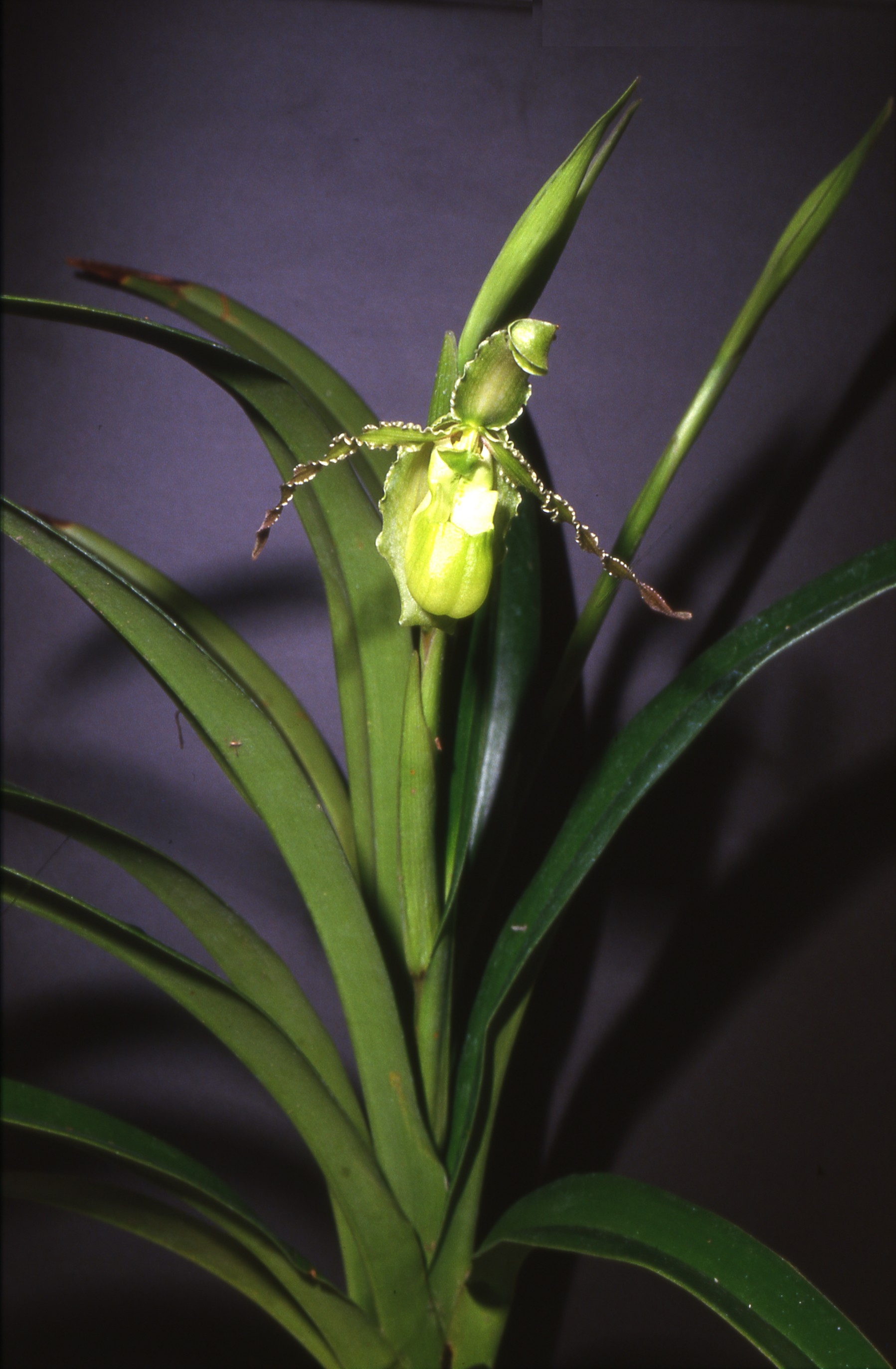
Phramipedium boissierianum

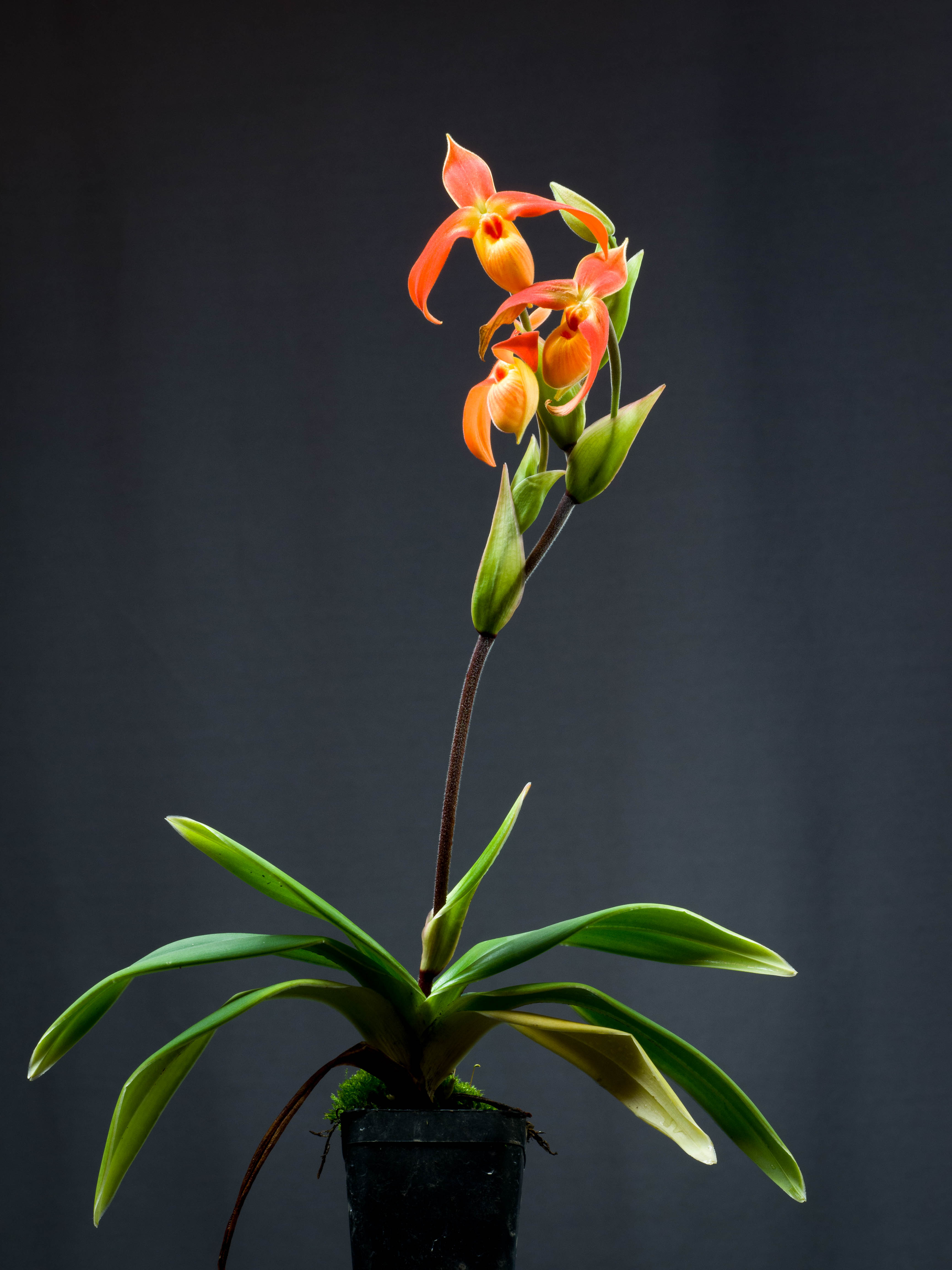
Phragmipedium dalessandroi

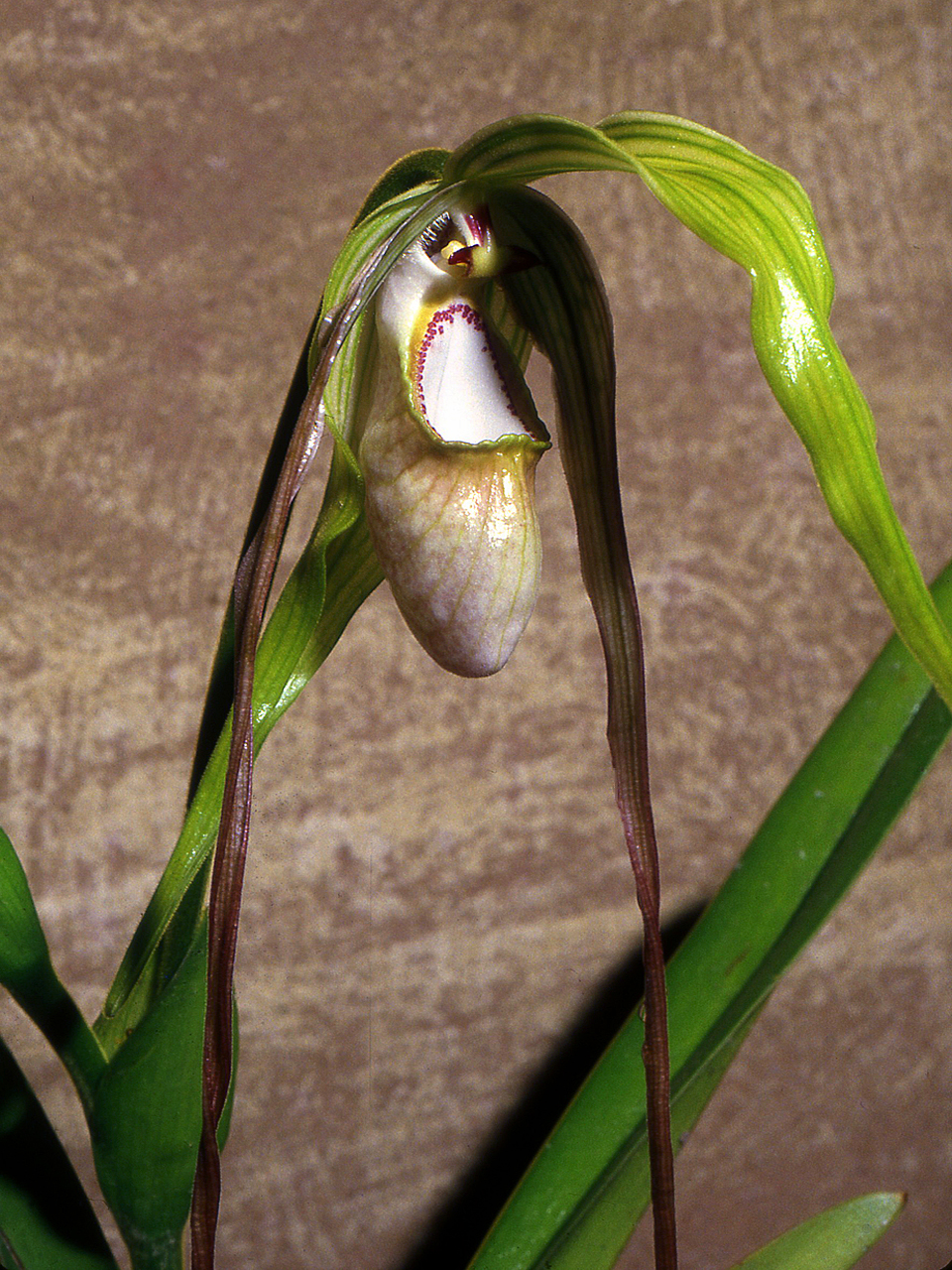
Phragmipedium warszewiczianum

## Systematik und botanische Geschichte
Die erste beschriebene Art dieser Gattung wurde im Jahr 1846 von John Lindley als Uropedium lindenii beschrieben. Da sich die Begründung der neuen Gattung auf eine ‚monströse’ Art ohne schuhförmige Lippe bezog, wurde später der von Robert Allen Rolfe im Jahr 1896 aufgestellte Gattungsname Phragmipedium anerkannt und als „nomen conservandum“ festgelegt. Als Synonym besteht die im Jahr 1901 von Rolfe benutzte orthographische Variante Phragmopedilum.
Die Gattung kommt von Südmexiko über Mittelamerika, Kolumbien, Venezuela bis nach Brasilien und Bolivien vor und umfasst, je nach Einschätzung, etwa zwanzig gültige Arten:
- Phragmipedium andreettae P.J.Cribb & Pupulin: Sie kommt vom südlichen Kolumbien bis zum nordwestlichen Ecuador vor.[1]
- Phragmipedium anguloi Braem, Tesón & Manzur: Die 2014 erstbeschriebene Art kommt in Kolumbien vor.[1]
- Phragmipedium besseae Dodson & J.Kuhn: Sie kommt in zwei Varietäten von Ecuador bis ins nördliche Peru vor.[1]
- Phragmipedium boissierianum (Rchb.f. & Warsz.) Rolfe: Sie kommt in drei Varietäten vom südlichen Ecuador bis Peru vor.[1]
  - Phragmipedium boissierianum var. boissierianum
  - Phragmipedium boissierianum var. czerwiakowianum (Rchb.f. & Warsz.) O.Gruss
  - Phragmipedium boissierianum var. reticulatum (Rchb.f.) Pfitzer (Syn.: Phragmipedium reticulatum (Rchb.f.) Schltr.)
- Phragmipedium caricinum (Lindl. & Paxton) Rolfe: Sie kommt von Bolivien bis zum brasilianischen Bundesstaat Rondônia vor.[1]
- Phragmipedium caudatum (Lindl.) Rolfe: Sie kommt von Peru bis Bolivien vor.[1]
- Phragmipedium christiansenianum O.Gruss & Roeth: Sie kommt im brasilianischen Bundesstaat Rondônia vor.[1]
- Phragmipedium dalessandroi Dodson & O.Gruss: Sie kommt im südöstlichen Ecuador vor.[1]
- Phragmipedium fischeri Braem & H.Mohr: Sie kommt von Kolumbien bis Ecuador vor.[1]
- Phragmipedium guianense Sambin & Braem: Die 2014 erstbeschriebene Art kommt in Französisch-Guayana vor.[1]
- Phragmipedium hirtzii Dodson: Es gibt seit 2017 zwei Varietäten.[1]
  - Phragmipedium hirtzii var. anchicayense (Braem, Tesón & J.P.Faust) P.J.Cribb: Sie kommt im Valle del Cauca in Kolumbien vor.[1]
  - Phragmipedium hirtzii var. hirtzii: Sie kommt vom südwestlichen Kolumbien bis zum nordwestlichen Ecuador vor.[1]
- Phragmipedium humboldtii (Warsz.) J.T.Atwood & Dressler (Syn.: Phragmipedium monstruosum Archila; Phragmipedium triandrum Archila): Es gibt seit 2017 zwei Varietäten[1]:
  - Phragmipedium humboldtii var. exstaminodium (Castaño, Hágsater & E.Aguirre) P.J.Cribb & Purver (Syn.: Phragmipedium exstaminodium Castaño, Hágsater & E.Aguirre): Sie kommt vom mexikanischen Bundesstaat Chiapas bis Honduras vor.[1]
  - Phragmipedium humboldtii var. humboldtii: Sie kommt in Guatemala, Nicaragua, Costa Rica und Panama vor.[1]
- Phragmipedium klotzschianum (Rchb.f.) Rolfe: Sie kommt vom südöstlichen Venezuela bis Guayana und im brasilianischen Bundesstaat Roraima vor.[1]
- Phragmipedium kovachii (Rchb.f.) Rolfe: Sie kommt in der Region Amazonas von Peru vor.[1]
- Phragmipedium lindenii (Lindl.) Dressler & N.H.Williams: Sie kommt vom nordwestlichen Venezuela bis Ecuador und in der Region Cusco von Peru vor.[1]
- Phragmipedium lindleyanum (M.R.Schomb. ex Lindl.) Rolfe: Es gibt zwei Varietäten[1]:
  - Phragmipedium lindleyanum var. kaieteurum (N.E.Br.) Pfitzer: Sie kommt in Venezuela vor.[1]
  - Phragmipedium lindleyanum var. lindleyanum: Sie kommt vom nördlichen Südamerika bis zum brasilianischen Bundesstaat Roraima vor.[1]
- Phragmipedium longifolium (Warsz. & Rchb.f.) Rolfe: Es gibt zwei Varietäten[1]:
  - Phragmipedium longifolium var. hartwegii (Pfitzer) Hallier f. (Syn.: Phragmipedium hartwegii (Rchb.f.) Pfitzer): Sie kommt von Panama bis Ecuador vor.[1]
  - Phragmipedium longifolium var. longifolium: Sie kommt von Costa Rica bis Ecuador und im brasilianischen Bundesstaat Goiás vor.[1]
- Phragmipedium pearcei (Veitch ex J.Dix) Rauh & Senghas: Sie kommt von Ecuador bis ins nördliche Peru vor.[1]
- Phragmipedium ramiroi Kolan. & Szlach.: Sie kommt in Kolumbien vor.[1]
- Phragmipedium sargentianum (Rolfe) Rolfe: Sie kommt in den brasilianischen Bundesstaaten Pernambuco und Bahia vor.[1]
- Phragmipedium schlimii (Linden ex Rchb.f.) Rolfe (Syn.: Phragmipedium manzurii W.E.Higgins & Viveros, Phragmipedium colombianum O.Gruss): Sie kommt in zwei Varietäten in Kolumbien vor:[1]
  - Phragmipedium schlimii var. manzurii (W.E.Higgins & Viveros) P.J.Cribb
  - Phragmipedium schlimii var. schlimii
- Phragmipedium tetzlaffianum O.Gruss: Sie kommt in Venezuela vor.[1]
- Phragmipedium vittatum (Vell.) Rolfe: Sie kommt in Brasilien vor.[1]
- Phragmipedium warszewiczianum (Rchb.f.) Schltr.: Sie kommt von Kolumbien bis Ecuador vor.[1]

Bisher sind nur folgende Naturhybriden bekannt:
- Phragmipedium × brasiliense Quené & O.Gruss = Phragmipedium sargentianum × Phragmipedium vittatum: Sie kommt im östlichen Brasilien vor.[1]
- Phragmipedium × merinoi O.Gruss = Phragmipedium reticulatum × Phragmipedium pearcei :[2] Sie kommt in Ecuador vor.[1]
- Phragmipedium × pfitzerianum O.Gruss = Phragmipedium longifolium × Phragmipedium warszewiczianum: Sie kommt in Ecuador vor.[1]
- Phragmipedium × richteri Roeth & O.Gruss = Phragmipedium boissierianum × Phragmipedium pearcei. Sie kommt von Ecuador bis Peru vor.[1]
- Phragmipedium × roethianum O.Gruss & Kalina = Phragmipedium hirtzii × Phragmipedium longifolium: Sie kommt in Ecuador vor.[1]

## Bildergalerie

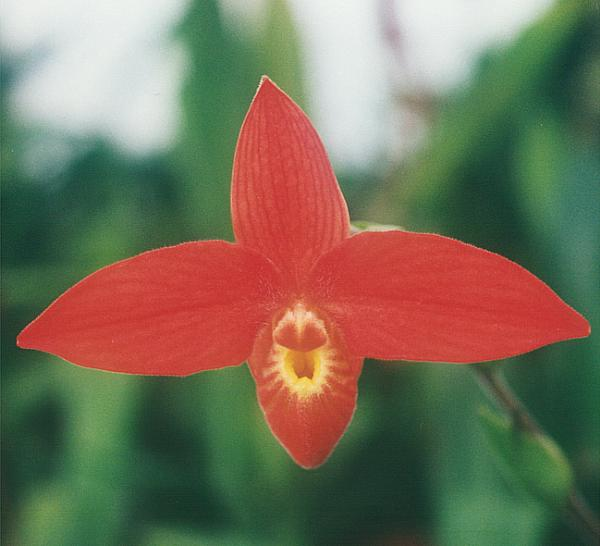
Phragmipedium besseae
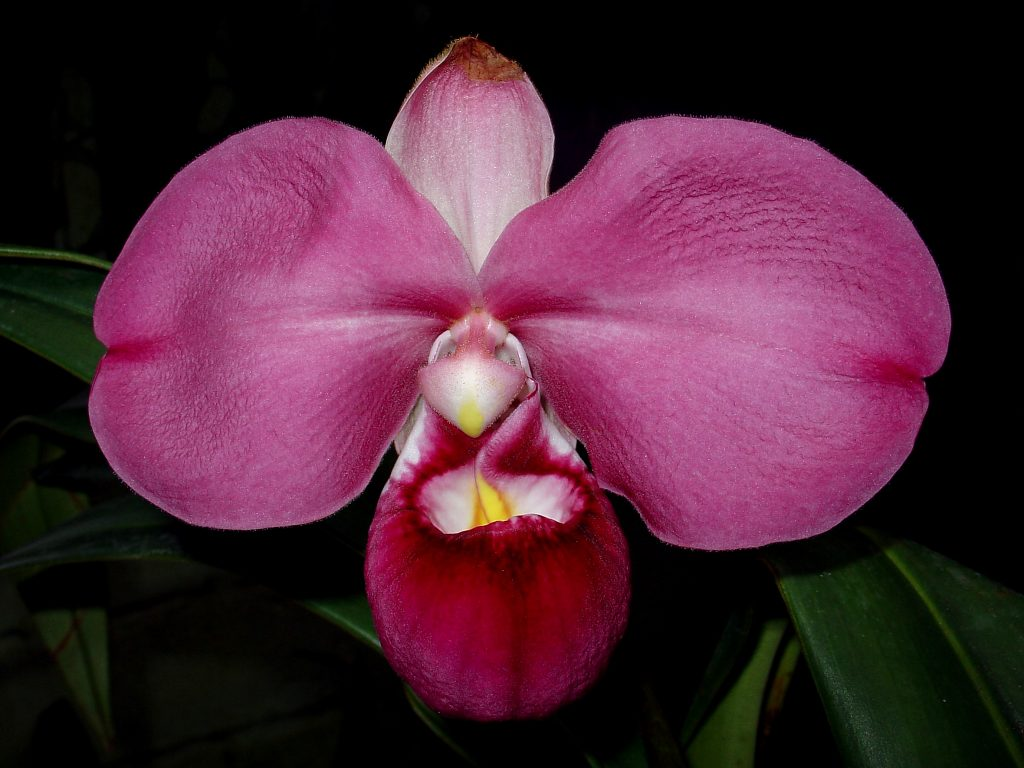
Phragmipedium kovachii
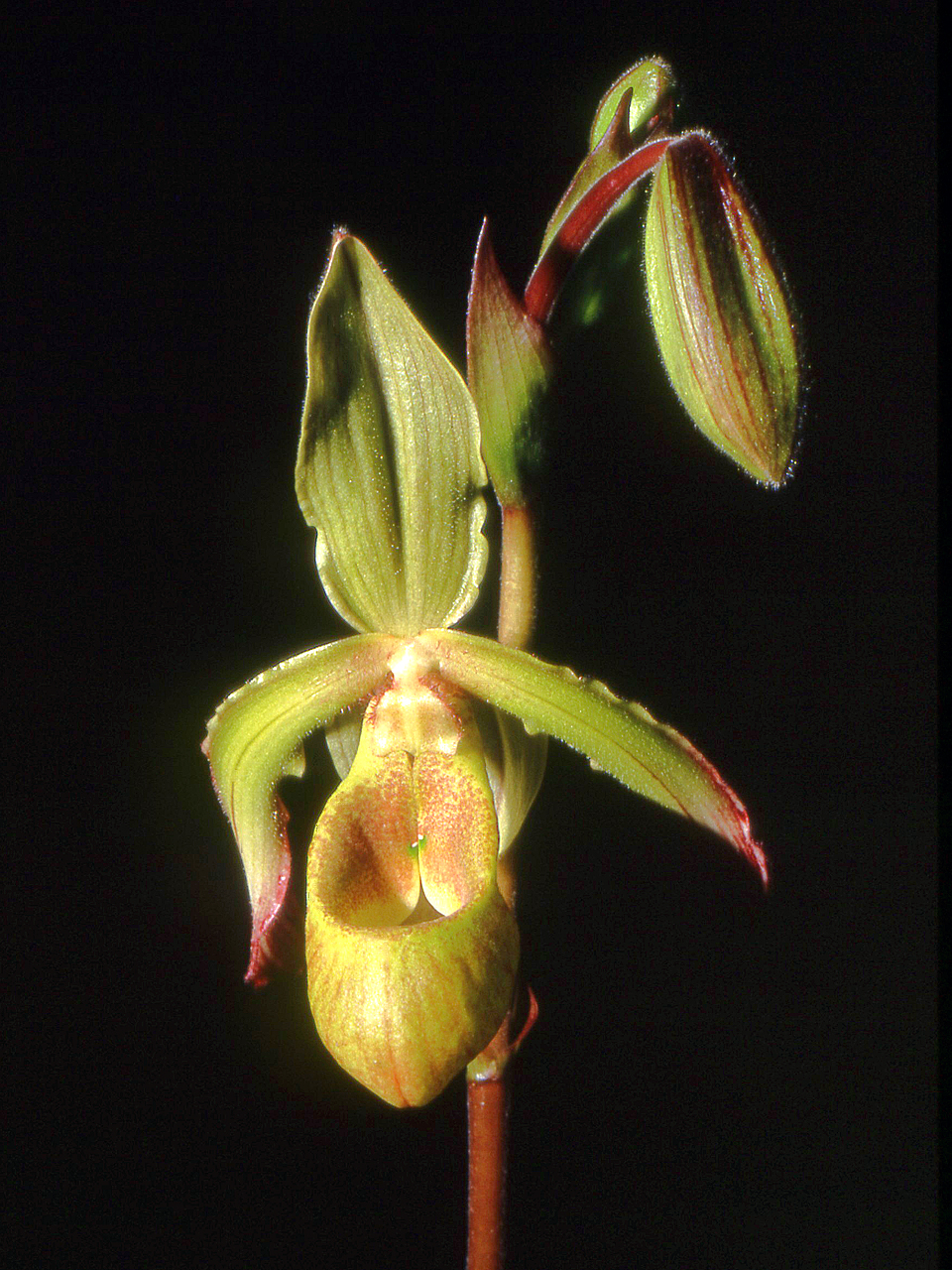
Phragmipedium lindleyanum
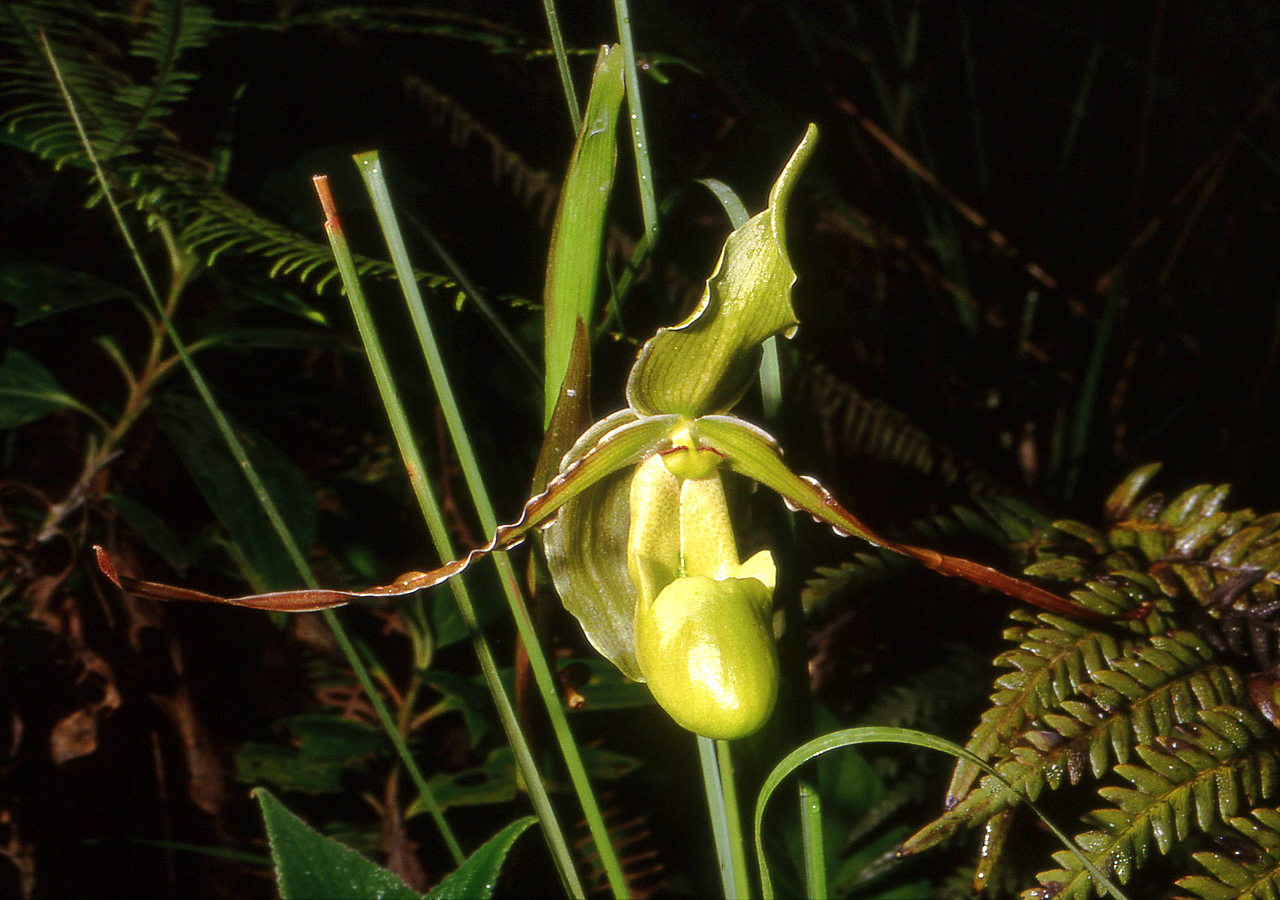
Phragmipedium longifolium
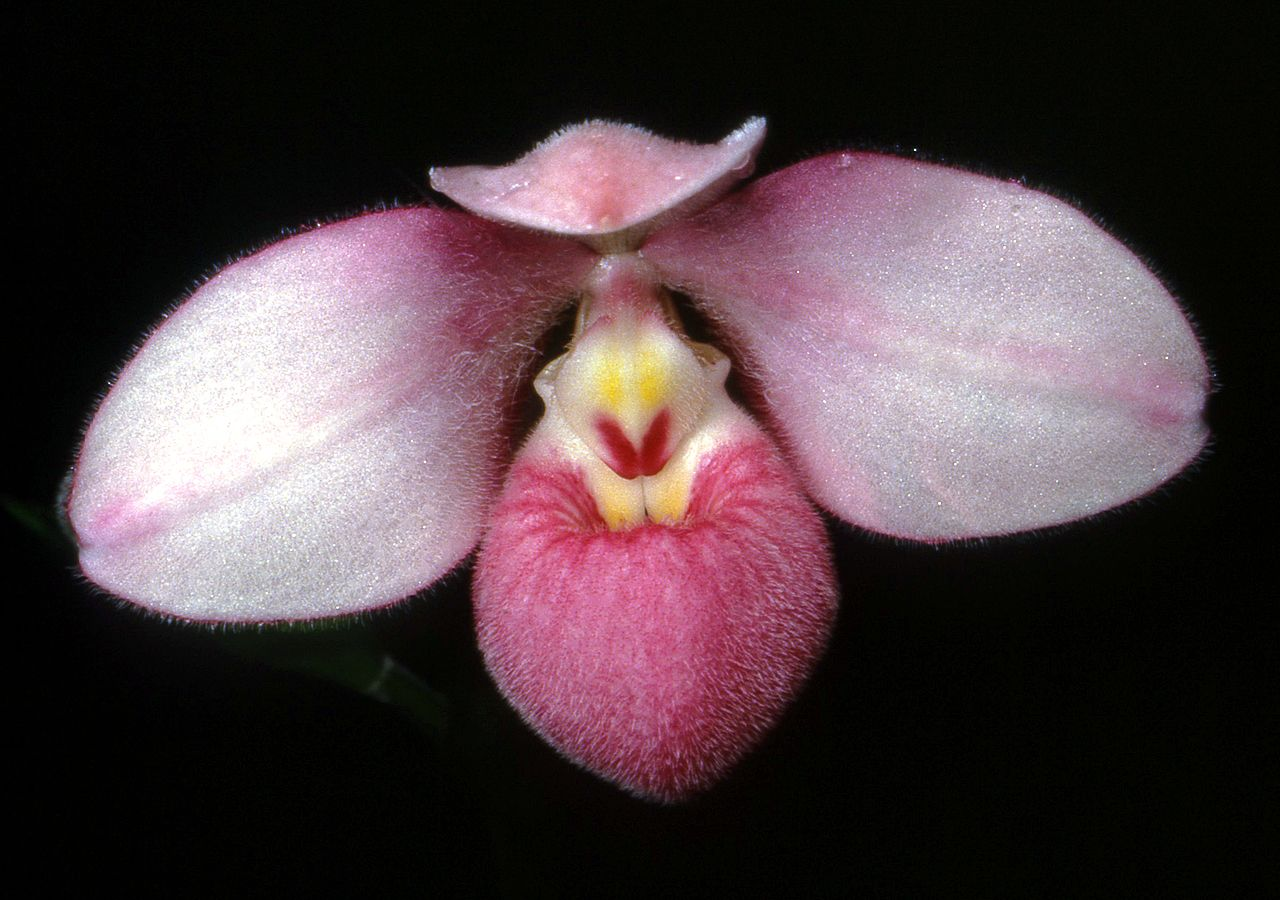
Phragmipedium schlimii

## Belege
Die Informationen dieses Artikels stammen überwiegend aus:
- Leslie A. Garay: 225 (1). Orchidaceae (Cypripedioideae, Orchidoideae and Neottioideae). In: Gunnar Harling, Benkt Sparre (Hrsg.): Flora of Ecuador. Band 9, 1978, ISSN 0347-8742, S. 14–24.